# 기라델리
기라델리 초콜릿 컴퍼니(Ghirardelli Chocolate Company)는 미국을 대표하는 전통있는 유명 초콜릿 브랜드다.
1852년, 이탈리아에서 미국에 간 도밍고 기라델리(Domingo Ghirardelli)가 창업하였고, 현재는 스위스의 유명 초콜릿 제조 기업인 린트 & 슈프륀글리의 산하에 있다.

## 같이 보기
- 초콜릿
- 기라델리 광장 (Ghirardelli Square)